# Okinoshima (Schiff, 1936)
Die Okinoshima (japanisch 沖島) war ein Minenkreuzer (Leichter Kreuzer) der Kaiserlich Japanischen Marine, der in den 1930er-Jahren gebaut wurde und im Zweiten Weltkrieg zum Einsatz kam.

## Geschichte

### Entwicklungsgeschichte
Am 22. April 1930 wurde der Londoner Flottenvertrag unterzeichnet; dieser legte gegenüber den Vertragsstaaten fest, dass das Moratorium zum Bau von Großkampfschiffen des Washingtoner Flottenabkommens, bis 1936 verlängert sowie neue bzw. erweiterte qualitative wie quantitative Grenzen für Großkampfschiffe (Schlachtschiffe bzw. -kreuzer), Flugzeugträger, Kreuzer, Zerstörer und U-Boote festgelegt würden.
Im Artikel 12 Paragraph 3 des Vertrages wurde es Japan bzw. der Kaiserlich Japanischen Marine aber erlaubt, zwei ältere Minenleger – die ehemaligen Panzerkreuzer Aso und Tokiwa – durch zwei 5.000 ts (5.080 t) schwere Neubauten zu ersetzen, wobei die Indienststellung dieser Neubauten aber bis zum 31. Dezember 1936 zu erfolgen hatte. Des Weiteren mussten diese aber – bis auf die Verdrängung – die in Artikel 8. Paragraph b erstellten Bedingungen erfüllen: Geschütze nicht größer als 155 mm, nicht mehr als vier Geschütze über 76 mm, keine Torpedobewaffnung und Geschwindigkeit nicht über 20 Knoten.
Der Admiralstab erweiterte diese Bedingungen und legte als Entwurfsforderung fest:
- 5.000 ts Verdrängung
- vier 15,5-cm-Geschütze
- mindestens vier Flugabwehrgeschütze
- Kapazität von mindestens 500 Seeminen
- Geschwindigkeit von 20 Knoten und
- Reichweite von 5.000 Seemeilen bei 14 Knoten

Mit diesen Entwurfsforderungen wurden Mittel für zwei Einheiten beim japanischen Reichstag beantragt, aber nur für eines (Ersatz-Aso) wurden Budgetmittel im Rahmen des 1. Kreis-Bauprogramms (Maru 1 Keikaku) von 1931 genehmigt, welche aber Änderungen notwendig machten.
Im Jahr 1932 wurde ein Entwurf mit der Bezeichnung H4 vorgelegt, welcher die gestellten Forderungen bis auf die Verdrängung (auf 4.800 ts reduziert) und die Hauptbewaffnung (Ersatz der 15,5-cm-Geschütze durch solche in 14 cm) erfüllte.
Bedingt durch den Tomozuru-Zwischenfall – bei diesem war das Torpedoboot Tomozuru am 12. März 1934 nur wenige Wochen nach seiner Indienststellung wegen Topplastigkeit unter Verlust eines Großteils der Besatzung gekentert – wurde der Entwurf entsprechend überprüft. Infolgedessen wurde die Verdrängung von 4.800 ts auf 4.470 ts und die Schiffslänge von 138,5 auf 124,5 Meter verringert. Darüber hinaus wurden die bisher geplanten vier 14-cm-Geschütze in Einzellafetten durch solche in Doppellafetten ersetzt und die bisher geplante Mischbefeuerung (Kohle und Schweröl) der Dampfkessel auf alleinige Ölbefeuerung umgestellt.

### Bau
Der Bauauftrag für die spätere Okinoshima (Ersatz-Aso) wurde 1932 an Ishikawajima-Harima vergeben. Diese legte den Rumpf am 27. September 1934 auf ihrer Werft (Harima Zōsen) im heutigen Aioi auf Kiel und ließ das Schiff am 15. November 1935 zu Wasser.
Bereits während des Baus wurden die negativen Folgen des noch schlecht beherrschten elektrischen Schweißens anhand der Festigkeitsprobleme des Minenlegers Yaeyama deutlich. Darüber hinaus war zum Zeitpunkt des Baubeginns bereits ein Monat seit dem Zwischenfall der Vierten Flotte vergangen, was das Ausmaß solcher Festigkeitsprobleme verdeutlichte. Bei diesem Zwischenfall war der Flottenverband in einen Taifun geraten, in dem zwei Zerstörern der Fubuki-Klasse der Bug abgerissen wurde und weitere Schiffe, wie die Kreuzer Myōkō und Mogami, ernsthafte Schäden erlitten.
Die Indienststellung erfolgte am 30. September 1936 unter dem Kommando von Kaigun-taisa (Kapitän zur See) Sato Namizo, der bereits seit dem 15. November 1935 als sogenannter Oberster Ausrüstungsoffizier (jap. 艤装員長, gisō inchō) mit der Baubelehrung beauftragt gewesen war.

### Einsatzgeschichte

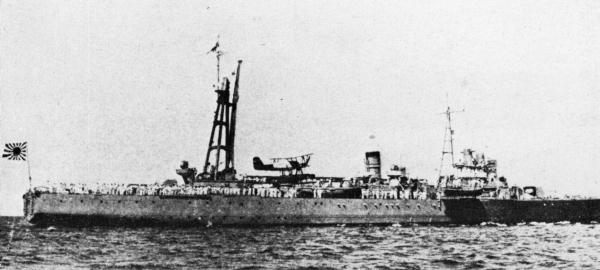

Nach dem Abschluss der Ausbildung der Besatzung bildete die Okinoshima zusammen mit einem Seeflugzeugtender und vier Zerstörern das 12. Geschwader unter dem Kommando von Kaigun-shōshō (Konteradmiral) Miyata Giichi. Mit Teilen dieses Verbandes (Seeflugzeugtender Kamoi und die Zerstörer Asanagi und Yūnagi) wurde ab dem 28. Januar 1937 eine Reise in das Gebiet des japanischen Südseemandats unternommen. Dabei wurden die Inseln und Atolle zwecks potentieller Standorte für Stützpunkte und Flugplätze untersucht. Insgesamt wurden dabei 21 Häfen angelaufen und elf Orte aus der Luft vermessen. (Siehe: War Plan Orange)
Nach der Rückkehr von dieser Reise wurden Übungen und Operationen im Rahmen des Zweiten Japanisch-Chinesischen Krieges durchgeführt, wofür im August 1937 Shanghai angelaufen wurde.
Ab dem 22. Juni 1939 dem Marine-Distrikt Yokusuka zugewiesen, unternahm die Okinoshima zusammen mit zwei Zerstörern und dem Hilfsminenleger Kinugasa Maru eine Reise zu den Marshallinseln. Dort wurden hydrographische Untersuchungen bei den Inseln Kusaie, Mili und Maloelap durchgeführt, von denen der Verband am 24. August 1939 nach Yokosuka zurückkehrte.
Zum 15. November 1940 bildet die Okinoshima, später als Flaggschiff, zusammen mit dem Minenleger Tokiwa unter dem Kommando von Kaigun-shōshō (Konteradmiral) Shima Kiyohide die 19. Minenleger-Division, mit der sie von Mitte Januar bis Mitte April 1941 eine Reise in den südwestlichen Pazifik durchführte. Ab August wurde der Verband der 4. Flotte unter Kaigun-chūjhō (Vizeadmiral) Inoue Shigeyoshi in Truk unterstellt.
Am 29. November 1941 um 13 Uhr verließ die Okinoshima zusammen mit drei weiteren Minelegern und gesichert durch die zwei Zerstörer Asangi und Yūnagi und den Seeflugzeugträger Chitose den Hafen von Truk mit Ziel Jaluit, wo sie am 3. Dezember einliefen.
Zum Zeitpunkt des japanischen Angriffes auf Pearl Harbor am 7. Dezember 1941 stand die Okinoshima als Flaggschiff des Landungsverbandes von Kaigun-shōshō (Konteradmiral) Shima Kiyohide in See. Sie hatte von Jaluit Speziallandungskräfte der Marine (Marineinfanterie) an Bord genommen, mit denen im Rahmen der „Operation Gi“ (Landung auf den Gilbertinseln) Landungen auf verschiedenen Inseln durchgeführt werden sollten. Vom 9. bis zum 10. Dezember unterstützte sie die Landungen auf Makin und Tarawa und am 24. Dezember die Einnahme von Abaiang.
Im Januar 1942 nahm die Okinoshima unter dem Oberbefehl von Kaigun-shōshō (Konteradmiral) Kajioka Sadamichi an der „Operation R“ (Schlacht um Rabaul) teil, bei der in der Nacht vom 22. auf den 23. Januar 1942 japanische Truppen in der Blanche Bay in Rabaul landeten. Am 1. Februar wurde die Okinoshima offiziell der 4. Flotte zugeteilt.
Am 5. März wurde das Schiff unter dem Oberbefehl von Admiral Marumo Kuninori während der „Operation SR“ (Invasion von Salamaua und Lae) eingesetzt, wobei am 10. März die japanischen Truppen von 104 Flugzeugen der amerikanischen Flugzeugträger Yorktown und Lexington angegriffen wurden und die Okinoshima leichte Schäden erlitt.
Nach Reparaturen in Truk wurde die Okinoshima am 28. April wieder zum Flaggschiff von Admiral Shima und damit Teil der „Operation MO“ (Invasion von Tulagi und Port Moresby). Die japanischen Truppen begannen ihre Landung auf Tulagi am 3. Mai, wobei von der Okinoshima erfolgreich Truppen der 3. Kure-Speziallandungseinheit anlandeten. Die japanischen Truppen wurden jedoch am 4. Mai von 58 Flugzeugen der USS Yorktown überraschend angegriffen, wobei mehrere Schiffe wie der Zerstörer Kikuzuki sanken. Die Okinoshima wurde während des Angriffs von acht Torpedobombern Douglas TBD Devastator fast gleichzeitig – sechs von Backbord und zwei von Steuerbord – angegriffen. Sie konnte allen Torpedos ausweichen, erhielt aber Bombennahtreffer, was dazu führte, dass sie zur Reparatur nach Rabaul geschleppt wurde.

### Untergang

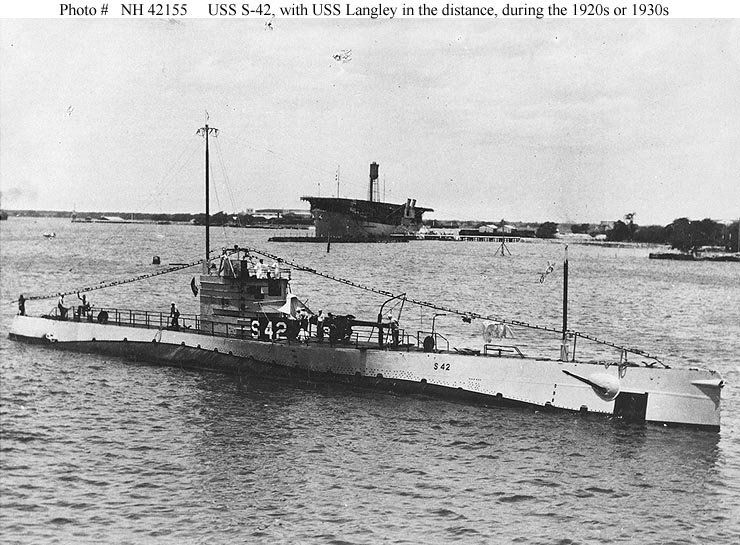
Die USS S-42 im Jahr 1925 in Pearl Harbor.

Nach ihrer Reparatur verließ die Okinoshima am 10. Mai 1942 im Rahmen der „Operation RY“ (Invasion von Nauru und Ocean Island) in Begleitung der Zerstörer Uzuki, Mochizuki und Yūzuki Rabaul. Am 12. Mai wurde sie bei Neuirland von dem amerikanischen U-Boot USS S-42 unter dem Kommando von Lieutenant Commander Oliver G. Kirk von Osten kommend bei Nacht und strömendem Regen gesichtet. Dieser feuerte um 4:39 Uhr im Überwasserangriff vier Torpedos des Typs Mark 10 ab, wovon um 4:52 Uhr zwei oder drei trafen und das Schiff schwer beschädigten. Daraufhin wurde das amerikanische U-Boot durch die japanischen Zerstörer sechs Stunden lang mit Wasserbomben angegriffen, konnte aber beschädigt entkommen. Derweil wechselte Admiral Shima auf den Zerstörer Yūzuki und die Okinoshima wurde durch die Mochizuki in Schlepp genommen. Sie kenterte aber um 6:40 Uhr aufgrund der erlittenen Schäden im St.-Georgs-Kanal in der Bismarcksee auf Position 5° 6′ S, 153° 48′ O. Der größte Teil der Besatzung konnte gerettet werden.
Die Okinoshima wurde am 25. Mai 1942 aus der Flottenliste der Schiffe der Kaiserlichen Japanischen Marine gestrichen.

## Name

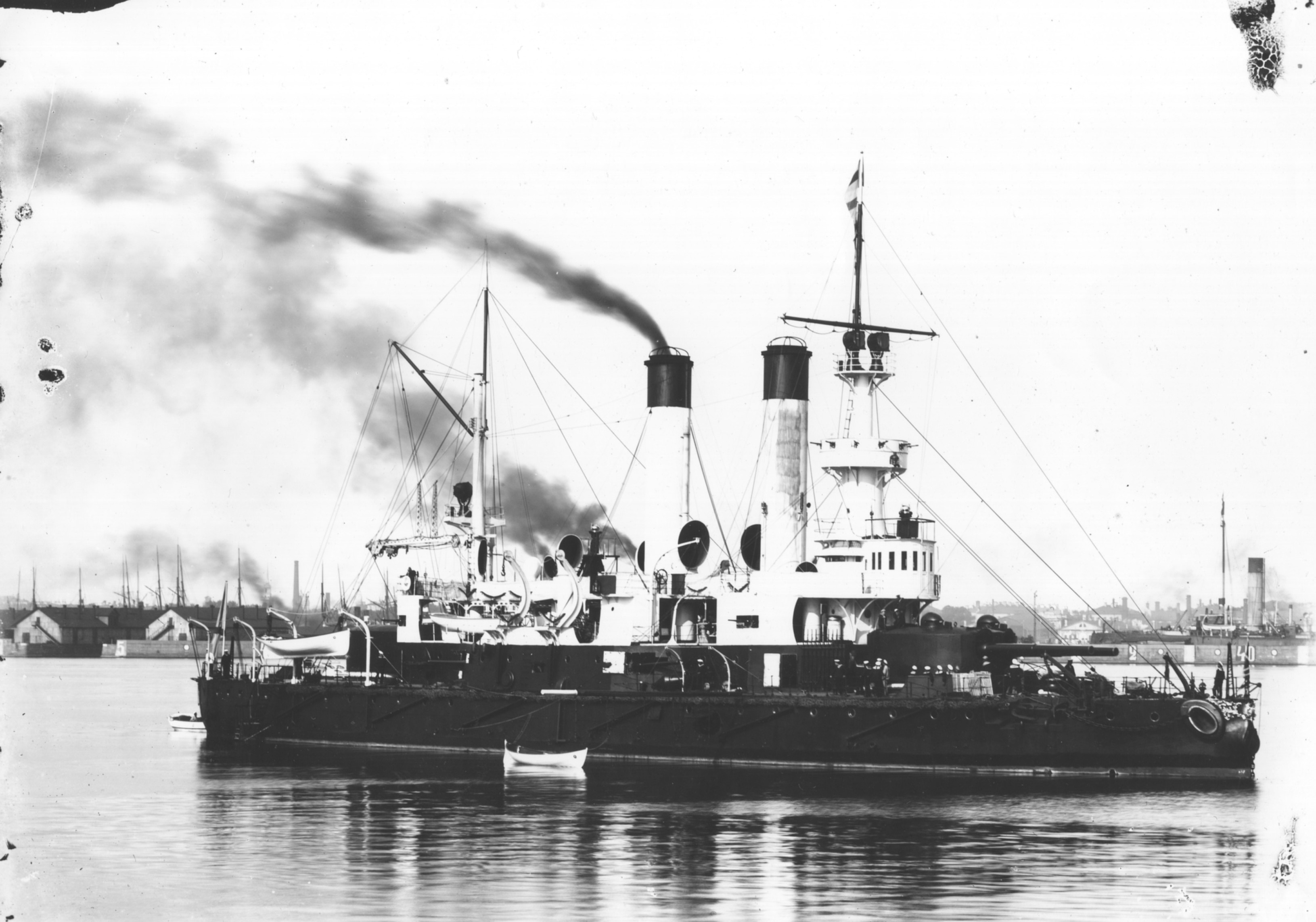
Die Namensvorgängerin, hier noch als General-Admiral Apraxin in russischen Diensten

Die Okinoshima ist nach dem Kaibōkan gleichen Namens – dem ehemaligen russischen Küstenpanzerschiff General-Admiral Apraxin der Admiral-Uschakow-Klasse, die im Verlauf der Seeschlacht von Tsushima im August 1904 erbeutet und von Juni 1905 bis April 1922 in Dienst stand – das zweite Kriegsschiff einer japanischen Marine, das diesen Namen trägt. Benannt nach der Insel Okinoshima im Japanischen Meer vor Munakata in der Präfektur Fukuoka, die über einem berühmten Shintō-Schrein verfügt und nahe dem Ort der Seeschlacht von Tsushima liegt.

## Technische Beschreibung

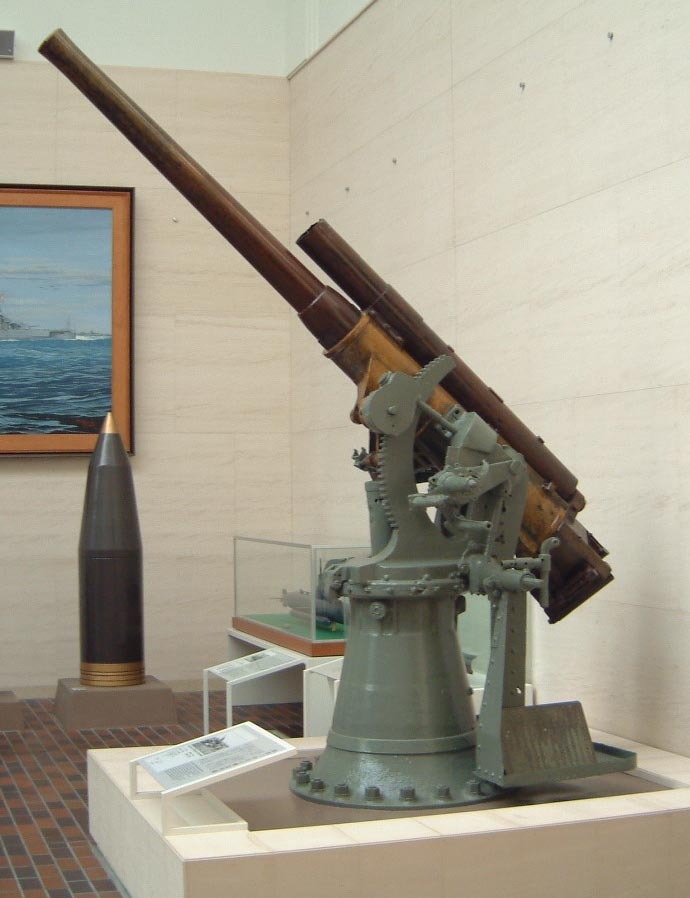
7,62-cm-Geschütz Typ 3, ausgestellt im Museum des Yasukuni-Schreins

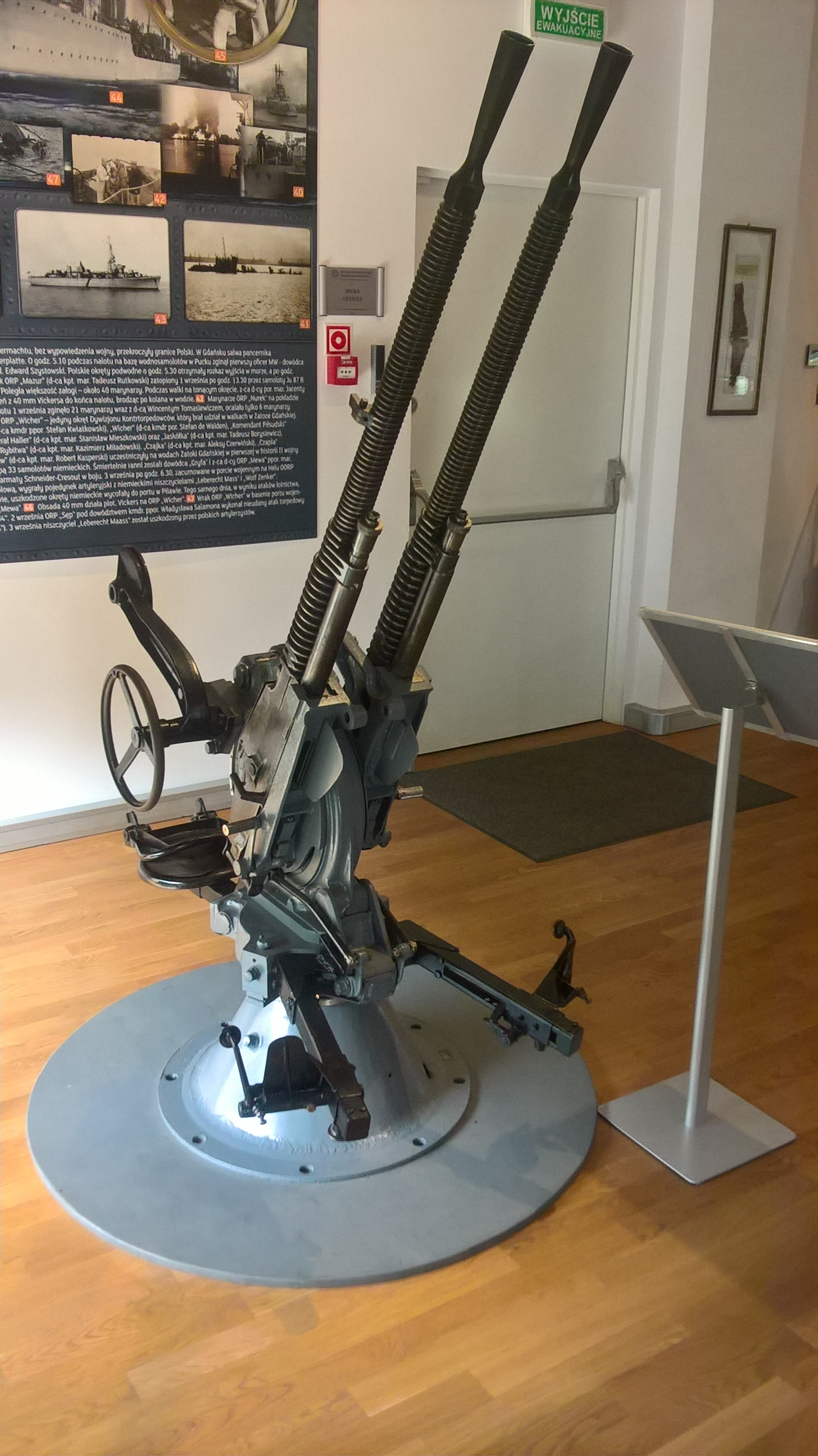
Polnisches wz.30-Flugabwehr-MG in Zwillingslafette, ähnlich wie es auf der Okinoshima eingesetzt wurde

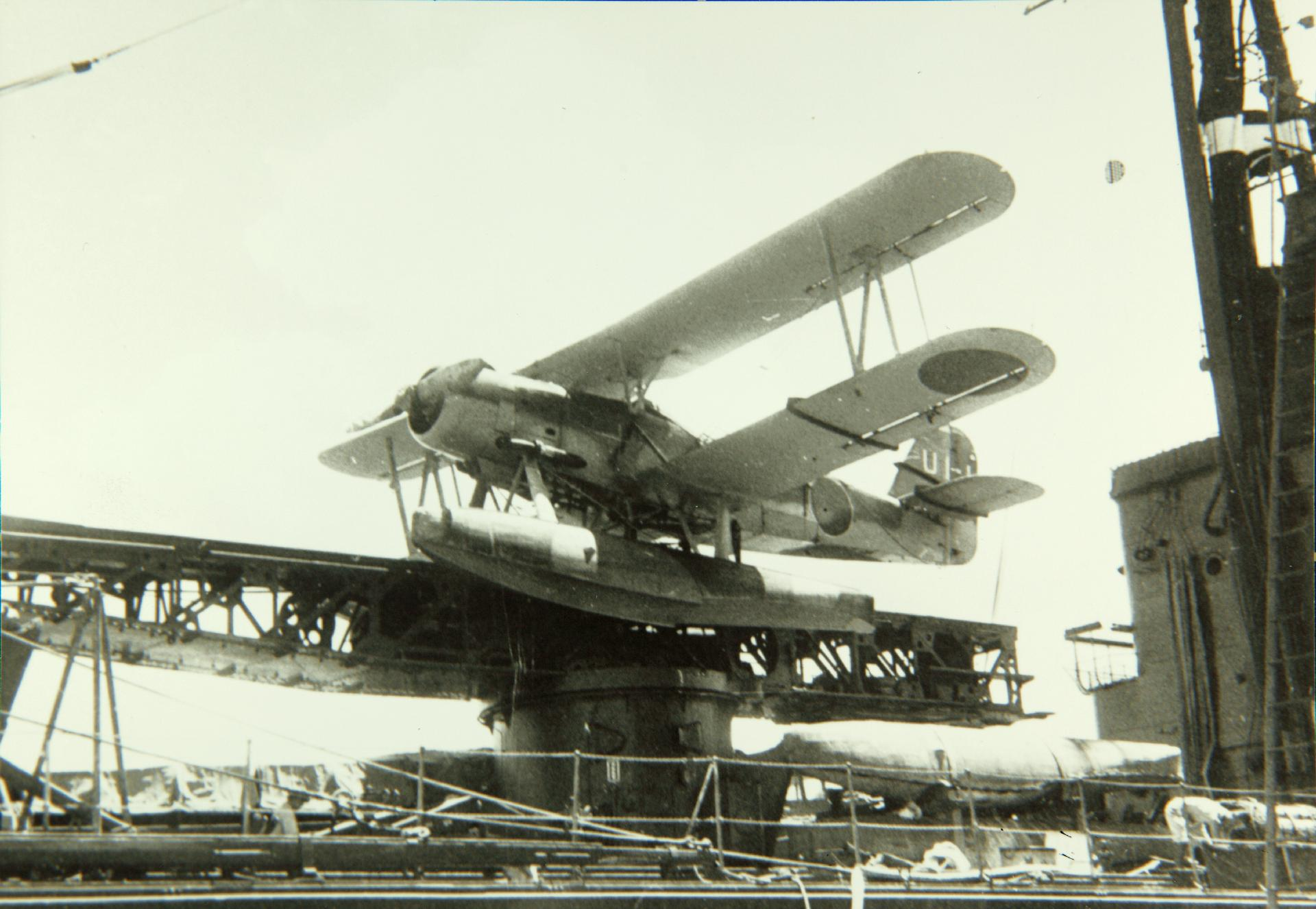
Katapult mit Bordflugzeug des Typs Kawanishi E7K

### Rumpf
Der Rumpf der Okinoshima, unterteilt in wasserdichte Abteilungen, wurde als geschweißter Glattdecker mit Spiegelheck ausgeführt und war über alles 124,5 Meter lang, 15,79 Meter breit und hatte bei einer Einsatzverdrängung von 5.080 Tonnen einen Tiefgang von 5,69 Metern.

### Antrieb
Der Antrieb erfolgte durch vier ölbefeuerte Dampferzeuger – Kampon-Kesseln des Yarrow-Typs, jeder in einem einzelnen Kesselraum untergebracht, welche bei 350°C einen Druck von 30 kg/cm² entwickelten – und zwei Getriebeturbinensätze – bestehend aus je einer Hochdruck- und Niederdruckturbine – mit denen eine Gesamtleistung von 9.000 PS (6.619 kW) erreicht wurde. Diese gaben ihre Leistung an zwei Wellen mit je einem 2,7 Meter durchmessenden Propeller ab. Die Höchstgeschwindigkeit betrug 20 Knoten (37 km/h) und die maximale Fahrstrecke 9.000 Seemeilen (16.668 km) bei 10 Knoten. Es wurden 921 Tonnen Schweröl gebunkert, wovon 360 t für die Versorgung anderer Einheiten vorgesehen waren.
Zum Betrieb des Bordstromnetzes waren zwei 100-kW-Turbogeneratoren und zwei 80-kW-Dieselgeneratoren mit zusammen 360 kW Gesamtleistung vorhanden.

### Bewaffnung

#### Artillerie
Die Artilleriebewaffnung bestand aus vier 14-cm-Seezielgeschützen mit Kaliberlänge 50 Typ 3. Dieses 1916 eingeführte Geschütz hatte eine Feuerrate von 6 bis 10 Schuss je Minute und eine Lebensdauer von 800 Schuss. Es konnte eine 38 Kilogramm schwere Granate bis zu 15,8 Kilometer weit schießen und war in zwei 50 Tonnen schweren leicht gepanzerten Zwillingstürmen (Typ A) untergebracht. Diese waren in Schiffsmittellinie, einer vor dem Brückenaufbau und einer hinter dem achteren Deckshaus, aufgestellt. Die Türme hatten eine Seitenrichtgeschwindigkeit von 4° pro Sekunde, eine Höhenrichtgeschwindigkeit von 6° pro Sekunde und einen Höhenrichtbereich von −5° bis +30°.

#### Flugabwehr
Zur Flugabwehr standen zwei 7,62-cm-Geschütze Typ 3 in Einzellafette zwischen Brückenaufbau und Schornstein und vier 13,2-mm-Maschinengewehre Typ 93 in Doppellafetten beiderseits des Brückenaufbaus zur Verfügung.
Die 7,62-cm-Geschütze erreichten eine Kadenz von 13 bis 20 Schuss pro Minute und die maximale Reichweite betrug etwa 7,2 Kilometer bei 75° Rohrerhöhung. Die 3,35 Tonnen schwere Mittelpivotlafette war um 360° drehbar und hatte einen Höhenrichtbereich von −7° bis +75°.
Die 13,2-mm-Maschinengewehre verschossen im Einsatz rund 250 Schuss pro Minute, die Reichweite lag bei etwa 4,5 Kilometern bei 85° Rohrerhöhung. Die 314 Kilogramm schwere Lafette war um 360° drehbar und hatte einen Höhenrichtbereich von −15° bis +85°.

#### Minenlegeausrüstung
Zum Minenlegen waren je zwei Minenlegeschienen an Oberdeck und zwei weitere in einem speziellen Lagerraum im Heck vorhanden, wobei die Minen aus diesem Lagerraum durch Minenschächte im Achterschiff (Spiegelheck) ausgelegt wurden. Die Transportkapazität betrug bis zu 500 Seeminen des Typ 6. Diese Ankertauminen hatten ein Gewicht von 1080 kg, wovon 200 kg Trinitrophenol-Sprengstoff war, und verfügten über ein 205 Meter langes Ankertau.

#### U-Jagdausrüstung
Zur U-Jagd verfügte das Schiff über einen Wasserbombenwerfer des Typ 94 mit einem Bestand von 22 Wasserbomben, der sich zwischen den Minenschienen auf dem Achterdeck befand. Dieser 1934 eingeführte Y-Werfer hatte ein Gewicht von 680 Kilogramm und konnte zwei Wasserbomben des Typ 95 jeweils 95 Meter, bei einer Flugzeit von fünf Sekunden, weit feuern. Bei Einzelschuss betrug die Reichweite 105 Meter und die Flugzeit 4,5 Sekunden.

### Feuerleitanlagen und Sensoren

#### Feuerleitanlage
Zur Feuerleitung standen ein Schnittbildentfernungsmesser mit Basislänge 4,5-Meter auf dem Brückenaufbau und zwei weitere 1,5-Meter-Entfernungsmesser beiderseits des Brückenaufbaus zur Verfügung. Des Weiteren waren drei 90-cm-Suchscheinwerfer Typ 92 – zwei auf Plattformen vor dem Schornstein und einer hinter dem achteren Dreibeinmast – vorhanden.

#### Sensoren
Zur Suche nach U-Booten war ein Echoortungssystem des Typs 93 und einem Hydrophon-Set vom Typ 93 eingerüstet. Dieses Hydrophon-Set bestand aus zwei Gruppen zu je acht Sensoren, eine Gruppe auf jeder Schiffsseite.

### Bordflugzeug
Zum Zwecke der Aufklärung verfügte die Okinoshima über ein Bordflugzeug des Typs Kawanishi E7K. Dieser, offiziell als Marine Typ 94 Seeaufklärer bezeichnete Doppeldecker mit drei Mann Besatzung wurde über ein schwenkbares 19 Meter langes Flugzeugkatapult Kure Typ 2 Modell 3 gestartet, das sich zwischen Schornstein und achterem Dreibeinmast befand. Bei ihrer Rückkehr landete die Maschine auf dem Wasser und wurde von einem am achteren Dreibeinmast befindlichen Derrickkran zurück auf das Schiff bzw. Katapult gehoben.

## Besatzung
Die Besatzung der Okinoshima hatte eine Stärke von 445 Offizieren, Unteroffizieren und Mannschaften. Üblicherweise befehligte ein Stabsoffizier im Rang eines Kaigun-taisa (Kapitäns zur See) das Schiff.

### Liste der Kommandanten
| Nr. | Name                                | Beginn der Amtszeit | Ende der Amtszeit  | Bemerkungen                                                           |
| --- | ----------------------------------- | ------------------- | ------------------ | --------------------------------------------------------------------- |
| 1.  | Kapitän zur See Sato Namizo         | 30. September 1936  | 18. Januar 1937    | seit 15. November 1935 mit der Baubelehrung betraut                   |
| 2.  | Kapitän zur See Anju Giichi         | 18. Januar 1937     | 17. Dezember 1937  |                                                                       |
| 3.  | Kapitän zur See Tomizawa Fujihiko   | 17. Dezember 1937   | 15. Dezember 1938  |                                                                       |
| 4.  | Kapitän zur See Hiratsuka Shiro     | 15. Dezember 1938   | 15. November 1939  |                                                                       |
| 5.  | Kapitän zur See Nakamura Katsuhei   | 15. November 1939   | 22. März 1940      |                                                                       |
| -   | Kapitän zur See Takahashi Ichimatsu | 22. März 1940       | 15. April 1940     | Kommandant der Itsukushima, mit der Wahrnehmung der Geschäfte betraut |
| 6.  | Kapitän zur See Obata Chozaemon     | 15. April 1940      | 15. Oktober 1940   |                                                                       |
| 7.  | Kapitän zur See Azukizawa Sei       | 15. Oktober 1940    | 12. September 1941 |                                                                       |
| 8.  | Kapitän zur See Nomi Minoru         | 12. September 1941  | 12. Mai 1942       |                                                                       |